# 新美鞭菌门
新美鞭菌门是厌氧性真菌的一门，发现于食草动物的消化道中。它只包括一纲、一目、一科，目前已知6属。

## 发现
新美鞭菌门的真菌为Orpin于1975年首次根据绵羊的瘤胃中发现的运动细胞所描述。尽管这些细胞最初被认为是鞭毛虫，现在已经证明它们是与核心壶菌有亲缘关系的真菌。在此之前，人们只知道瘤胃的微生物群落由细菌和原虫组成。自发现之后，已经从50多种食草动物——包括反刍动物、非反刍哺乳动物和食草爬行动物——的消化道中分离出这类真菌。

## 下属分类
本科包括以下属：
- Aestipascuomyces Marcus Stabel, Radwa Hanafy, Tabea Schweitzer, Meike Greif, Habibu Aliyu, Veronika Flad, Diana Young, Michael Lebuhn, Mostafa Elshahed, Katrin Ochsenreither & Noha Youssef, 2020
- Agriosomyces Hanafy, Lanjekar, Dhakephalkar, T.M.Callaghan, Dagar, G.W.Griff., Elshahed & N.H.Youssef, 2020
- Aklioshbomyces Hanafy, Vikram B.Lanjekar, Prashant K.Dhakephalkar, T.M.Callaghan, Dagar, G.W.Griff., Elshahed & N.H.Youssef, 2020
- 厌氧鞭菌属 Anaeromyces Breton, Bernalier, Dusser, Fonty, B.Gaillard & J.Guillot, 1990
- Buwchfawromyces T.M.Callaghan & G.W.Griff., 2015
- 盲肠鞭菌属 Caecomyces J.J.Gold
- Capellomyces Hanafy, Vikram B.Lanjekar, Prashant K.Dhakephalkar, T.M.Callaghan, Dagar, G.W.Griff., Elshahed & N.H.Youssef, 2020
- 枝梗鞭菌属 Cyllamyces Ozkose, B.J.Thomas, D.R.Davies, G.W.Griff. & Theodorou
- Feramyces R.A.Hanafy, Elshahed & N.H.Youssef, 2018
- Ghazallomyces Hanafy, Vikram B.Lanjekar, Prashant K.Dhakephalkar, T.M.Callaghan, Dagar, G.W.Griff., Elshahed & N.H.Youssef, 2020
- Joblinomyces Hanafy, Vikram B.Lanjekar, Prashant K.Dhakephalkar, T.M.Callaghan, Dagar, G.W.Griff., Elshahed & N.H.Youssef, 2020
- Khoyollomyces Hanafy, Vikram B.Lanjekar, Prashant K.Dhakephalkar, T.M.Callaghan, Dagar, G.W.Griff., Elshahed & N.H.Youssef, 2020
- Liebetanzomyces Joshi, G.W.Griff. & Dagar, 2018
- 新美鞭菌属 Neocallimastix Vávra & Joyon ex I.B.Heath
- Oontomyces Dagar, Puniya & G.W.Griff., 2015
- 根囊鞭菌属 Orpinomyces D.J.S.Barr, H.Kudo, Jakober & K.J.Cheng, 1989
- Paucimyces
- Pecoramyces Hanafy, N.H.Youssef, G.W.Griff. & Elshahed, 2017
  - Pecoramyces ruminantium Hanafy, N.H.Youssef, G.W.Griff. & Elshahed[5]
- Piromonas
- 梨囊鞭菌属 Piromyces J.J.Gold, I.B.Heath & Bauchop
- Tahromyces Hanafy, Vikram B.Lanjekar, Prashant K.Dhakephalkar, T.M.Callaghan, Dagar, G.W.Griff., Elshahed & N.H.Youssef, 2020

## 繁殖和生长
新美鞭菌门真菌通过游动孢子在反刍动物的胃中繁殖。游动孢子具有基体，但缺乏多数壶菌所具有的无鞭毛中心体。已知新美鞭菌门真菌还能利用基因水平转移制造木聚糖酶（其基因来自细菌）及各种葡聚糖酶。其细胞的核被膜在有丝分裂过程中始终保持不变，亦为其特征。

## 代谢
新美鞭菌门真菌缺乏线粒体。它们通过氢化酶体把NADH氧化为NAD+，释放H2作为产物。

## 降解多糖的能力
新美鞭菌门真菌在其宿主对纤维的消化中扮演了重要角色。它们在主要摄入高含量纤维食物的动物的消化道中大量存在。由这些厌氧真菌制造的多糖降解酶可以水解许多不易降解的植物聚合物，因此可以将非木质化的植物细胞壁全部降解。这些多糖降解酶形成多蛋白质复合体，类似于细菌的纤维小体。

## 命名
新美鞭菌门的学名基于新美鞭菌属（Neocallimastix）的学名，后者由古希腊语词根neo-（新）、calli-（美丽）和mastix（鞭）构成。其中，“鞭”指这类真菌具有多数鞭毛。按照分类学界传统，拉丁化的mastix一词在后接后缀时，要转化为mastig-的复合形式。但是，在新美鞭菌科的学名（Neocallimastigaceae）首次发表时，被其作者不正确地拼成了“Neocallimasticaceae”，并进而导致了其他拼写错误（如“Neocallimasticales”等）。这是由于其作者错误地按照其他以-ix结尾的单词（如柳属Salix的复合形式是Salic-，因此杨柳科是Salicaceae）构造了mastix的复合形式。根据《国际藻类、菌物和植物命名法规》（ICN）规则60，这个拼写错误属于可以纠正的类型。纠正后的拼写已为《菌物索引》（Index Fungorum）所采用。然而，这两种拼写现在在文献中或网络上仍然并存，应予注意。